# Еберхард III фон Кирхберг
Еберхард III фон Кирхберг (на немски: Eberhard III von Kirchberg; † 1282/1283) е граф на Кирхберг при Улм.

## Произход
Той е син на граф Конрад I фон Кирхберг († пр. 1268) и съпругата му Берта фон Еберщал († 1267), дъщеря на Бруно фон Еберщал, или вер. е син на Еберхард II граф фон Кирхберг († сл. 1240) и съпругата му Берта († 1267). Брат е на граф Конрад II фон Кирхберг († 1282/1286) и на Бруно фон Кирхберг († 1288), епископ на Бриксен.

## Фамилия
Еберхард III фон Кирхберг се жени за Ута фон Нойфен, дъщеря на Алберт I фон Нойфен, господар на Нойберг († 1239) и съпругата му Лютгард фон Еберщал. Те имат децата:
- Бруно I († пр. 1263)
- Конрад III фон Кирхберг († сл. 20 септември 1326), граф на Кирхберг, женен за Берта фон Вац († 1335)
- Лютгард († сл. 1293), омъжена за Конрад II фон Рехберг († 1307), син на Конрад I фон Рехберг († пр. 1293) и Йохана фон Лихтенберг
- Албрехт
- Анна (Гизеле) († 1394), омъжена 1340 г. за Дегенхард фон Гунделфинген-Хеленщайн († сл. 1293), син на Улрих II фон Гунделфинген-Хеленщайн († 1280) и Аделхайд? фон Албек? († пр. 1279)
- Люкарда († 24 май 1326), омъжена пр. 6 юли 1275 г. за Валтер V, господар на Вац